# Europe: Live Recordings 2022
Europe: Live Recordings 2022 è il secondo EP del gruppo musicale britannico The Smile, pubblicato il 10 marzo 2023 dalla XL Recordings.

## Descrizione
Pubblicato in tiratura limitata su vinile, l'EP comprende diverse registrazioni tratte dalla tournée di A Light for Attracting Attention. Oltre a quattro brani tratti dal sopracitato album, nella lista tracce figura Feelingpulledapartbyhorses, brano di Thom Yorke edito come singolo nel 2009.

## Tracce
Lato A
Testi di Thom Yorke, musiche di Thom Yorke, Jonny Greenwood, Tom Skinner e Nigel Godrich, eccetto dove indicato.
1. The Opposite – 3:22
2. Thin Thing – 4:17
3. Feelingpulledapartbyhorses – 5:46 (Thom Yorke, Jonny Greenwood) – originariamente interpretata da Thom Yorke

Lato B
1. The Same (Live EP Version) – 5:39 – include elementi di Vingt Regards sur L'Enfant-Jésus: III. L'Echange di Olivier Messiaen
2. Waving a White Flag – 4:00
3. Free in the Knowledge – 5:00

## Formazione
Hanno partecipato alle registrazioni, secondo le note di copertina:
Gruppo
- Thom Yorke – voce, chitarra elettrica, chitarra acustica, basso, pianoforte, sintetizzatore
- Jonny Greenwood – chitarra, basso, pianoforte
- Tom Skinner – batteria, sintetizzatore

Produzione
- Mikko Gordon – registrazione, missaggio
- Matt Colton – mastering
- Donwood – artwork